# Salomon II (roi d'Armorique)
Salomon II de Bretagne est un roi légendaire d'Armorique qui aurait régné au début du VIIe siècle, inclus par Geoffroy de Monmouth dans la dynastie de Conan Mériadec.

## Biographie légendaire
Dans son Historia regum Britanniae Geoffroy de Monmouth met en scène un roi d'Armorique qu'il nomme  Salomon : « Salomon rex Armoricanorum » et qui  porte le nom du célèbre roi Salomon de Bretagne qui règne au IXe siècle. Selon lui Cadwallo et Edwin, personnages bien réels, fils des rois historiques des bretons et des angles du VIIe siècle sont envoyés par leurs parents respectifs chez Salomon roi des bretons armoricains pour recevoir à sa cour des leçons de « chevalerie ». Ils sont accueillis avec bienveillance par le souverain avec qui ils combattent ensuite ses ennemis. Revenus dans leur nation respective, La discorde nait entre eux au sujet de la « couronne Bretagne ». Cadwallon revient auprès de Salomon, il retourne en Bretagne avec 10 000 hommes que lui fournit Salomon, et Edwin est tué au cours d'un combat. Cadwallo meurt après un règne de 48 années. Cadwaladr le fils de Cadwallo victime de la guerre civile et de la peste se réfugie en Bretagne où il est reçu dignement par Alain II dit le Long le neveu et successeur de Salomon ,
Ce souverain Salomon légendaire devient ensuite « Salomon II » dans la liste des rois légendaires d'Armorique  après que Pierre Le Baud eut nommé Salomon (I) l'un des deux rois anonymes mentionnés par Geoffroy de Monmouth. Au cours des remaniement postérieurs de la liste il est ensuite progressivement intégré à l'histoire du roi historique de Domnonée du début du VIIe siècle Judicaël avec un règne de 627 à 654 chez Alain Bouchart et de 640 à 660 chez Bertrand d'Argentré, jusqu'à être confondu chez Dom Morice avec son frère baptisé Gozelum, Got-Seleun ou Got-Salaun (612-630/632) et le fils d'Hoël III ; soit un doublet d'Haëloc.

## Article lié
- Liste des rois légendaires d'Armorique